# Jornal da Gazeta
Jornal da Gazeta  é um telejornal brasileiro da TV Gazeta exibido desde 1970. Vai ao ar de segunda a sexta-feira, às 19 horas.
Os âncoras do telejornal são Laerte Vieira e Luciana Magalhães. Os comentaristas são Denise Campos de Toledo (economia), José Nêumanne Pinto (Direto ao Assunto), Liliane Ventura e Josias de Souza (política).
De segunda a sexta, às 19h, o Jornal da Gazeta apresenta as principais notícias do dia, reportagens especiais e entrevistas no estúdio com políticos, economistas e analistas da conjuntura brasileira. As entrevistas são conduzidas por Denise Campos de Toledo.
Em 1990, com a mudança de programação da TV Gazeta, foram criados três telejornais: Gazeta Paulista, Gazeta Notícia e Jornal da Gazeta, que era exibido de segunda a sábado às 19h15 e algumas semanas depois, às 19h20.
Foi apresentado por Kátia Maranhão e Suzana Rangel, ambas vindas do SBT. Pouco tempo depois, com a saída de Kátia Maranhão, Suzana Rangel dividiu o telejornal com Lídia Andreatta, vinda da Rede Manchete. Suzana Rangel também deixou o telejornal e em seu lugar, ficou Míriam Castro, então apresentadora do Gazeta Paulista. O jornal também foi apresentado eventualmente por Adriana Morais. 
Algum tempo depois, sem maiores explicações, o Jornal da Gazeta, assim como o Gazeta Paulista e o Gazeta Notícia saíram do ar.
Entre 1991 e 2000, o Jornal da Gazeta ficou fora do ar para dar lugar ao Fala Brasil e depois pelo Jornal da OM que posteriormente se tornou CNT Jornal em Maio de 1993, devido a uma parceria da Gazeta com a CNT.
Em 16 de julho de 2001, o Jornal da Gazeta voltou ao ar numa parceria com o jornal Gazeta Mercantil enquanto o CNT Jornal passou a ser exibido somente na CNT.
A emissora, de 2 de abril de 2012 até 2 de novembro de 2018, exibiu uma versão às 22h, denominada Jornal da Gazeta - Edição das 10, com trinta minutos de duração e reexibindo as noticias anteriormente mostradas.
Em 5 de novembro de 2018, a emissora extinguiu a versão reduzida do JG e demitiu 80% da equipe, entre eles os apresentadores Gabriel Cruz, Rodolpho Gamberini e Stella Gontijo, e o comentarista Joseval Peixoto, que tinha estreado dias antes, além do Diretor de Jornalismo da emissora, Dácio Nitrini. Em 6 de março de 2019, Laerte Vieira assumiu o comando e divide com Luciana Magalhães a apresentação do telejornal. Em 22 de abril, foi anunciada a saída de Maria Lydia Flândoli do JG e da emissora, cuja despedida foi no dia 30. Ela era apresentadora do jornal e fazia as entrevistas de estúdio. No dia 26 de junho, Tássia Sena, apresentadora do tempo e eventual, também deixou o jornal e a emissora, seguindo para a TV Globo São Paulo.